# Hapda exhibens
Hapda exhibens är en fjärilsart som beskrevs av Walker 1863. Hapda exhibens ingår i släktet Hapda och familjen nattflyn. Inga underarter finns listade i Catalogue of Life.